# ヌル・ハッサン・フセイン
ヌル・ハッサン・フセイン、通称アッデ (ソマリ語: Nur Hassan Hussein, ソマリ語: Nuur Xasan Xuseen Cadde, アラビア語: نور حسن حسين‎; 1938年2月2日 – 2020年4月1日)は、ソマリアの政治家。2007年から2009年まで首相。氏族はハウィエのアブガール支族。

## 生涯

### 初期
ヌル・ハッサンは1950年代初頭はイタリア領ソマリランドで警察官だった。ソマリ国立大学とローマの会計法学校で法 (法学)を学び、1987年から警察長官兼司法長官となった。
1990年代になってソマリア内戦が起こると、ソマリ赤新月社（ソマリ赤十字）の事務局長となった。

### 首相指名と組閣
2004年10月14日、アブドゥラヒ・ユスフはソマリア暫定連邦政府が成立して初めての大統領となり、首相にアリー・ムハンマド・ゲーディを指名した。ところが10月29日にアリー・ムハンマドは大統領との対立を理由に首相を辞任する。首相はしばらく副首相のサリム・アリヨウ・イブロウが代行した。
2007年11月20日、ヌル・ハッサンはケニアのナイロビからソマリアのバイドアに到着し、11月22日、アブドゥラヒ・ユスフ大統領はヌル・ハッサンを首相に指名した。11月24日にはバイドアの暫定連邦議会に212投票中の212票を得て承認された。
ヌル・ハッサンは12月2日、閣僚として大臣31人、下級大臣11人、副大臣31人の合計73人を指名して「包括的内閣」と表現した。この大人数の組閣は批判を浴びたので、ヌル・ハッサンは「2004年の暫定連邦憲章で要求された氏族比率の原則『4.5式』に則ったものだ」と主張した。しかし、ラハンウェイン氏族代表として選ばれたハサン・モハマド・ヌル・シャティガドゥドら4人は、事前に任命についての相談がなく、また、閣僚中のラハンウェイン氏族の比率が低すぎるとして、翌12月3日に辞退した。12月4日には宗教副大臣のシャイク・ジャマ・ハジ・フセインも、自身の属するジャレルウェイン支族への割り当てが少なすぎるとの理由で辞退した。
そこでヌル・ハッサンは閣僚名簿を全面的に見直し、12月17日に「内閣は大臣17人と副大臣5人で構成し、国会外の人間も参加させる」と表明した。そして2008年1月4日に大臣15人、副大臣5人を任命し、さらに3人を追加予定だとして、1月5日に宣誓を行った。議会は1月10日、賛成223、反対5、棄権2で内閣を承認した。

### 首相としての活動
2008年6月、ヌル・ハッサンと内閣の働きにより、ジブチにて、暫定連邦政府とソマリア再解放同盟の平和維持休戦協定が結ばれた。ソマリア再解放同盟は、当時イスラーム反政府勢力の代表格と思われていたので、この協定は画期的と思われた。しかし、ソマリア再解放同盟と別れたヒズブル・イスラム、アル・シャバブといった組織が引き続きソマリア南部で反政府活動を続けることとなる。
ヌル・ハッサンは2008年7月30日、モガディシュ市長のモハメド・オマルを解任した。これに対してモハメド・オマル市長は、解任にはユスフ大統領の承認が必要である、として退任を留保した。一方で、ヌル・ハッサンは、この解任にあたってモガディシュの主要者や長老の承認を得ていると説明した。この事件は、ヌル・ハッサンと大統領の不仲を示唆することになった。
2008年8月2日、ヌル・ハッサンの内閣から、副首相2名を含む閣僚1名と副大臣1名が辞任した。辞任の理由として、モハメド・オマル市長の解任が独断だったこと、および議会に予算を提出していないことが挙げられた。これら閣僚は大統領派だった。この辞任に対してヌル・ハッサンは、辞任した閣僚を批判すると共に、今後も政府の運営には支障が無いと表明した。一方で、議会から不信任が出るか、または首相交替で和平プロセスが進展するなら、辞任しても構わないと述べた。8月3日、ヌル・ハッサンは新閣僚6名を指名し、残りは協議の上で任命すると表明した。
8月25日、議会に内閣不信任案が提出されたが、9月1日に賛成191、反対9、棄権2で否認され、内閣の信任が確定した。
2008年10月29日、政府間開発機構の指導者は、ヌル・ハッサンに事態の安定を目指した新内閣を作るよう要請した。ヌル・ハッサンは10月31日、15日以内に辞任した閣僚を除いたメンバーで新内閣を作ると発表した。また、新憲法の起草と国民投票の実施、政党や選挙に関する法律の半年以内の可決にも意欲を示した。
ユスフ大統領は、12月14日にヌル・ハッサン首相と内閣閣僚を解任したと発表した。ヌル・ハッサンは、解任には議会承認が必要だと主張した。12月15日、議会はヌル・ハッサンを支持した。一方で12月16日、ユスフ大統領は内務長官などを勤めたモハムド・モハメド・グレドを首相に指名した。しかしモハムド・モハメドはこの指名を12月24日に辞退。これが決め手となり、ユスフ大統領は12月29日で大統領を辞任した。

### イタリア駐在大使
ヌル・ハッサンは2009年ソマリア大統領選に立候補し、第1回投票では59票を得て3位となったが、その後に立候補を取り下げ、最終的にはシェイク・シャリフ・シェイク・アフマドが大統領となった。シェイク・シャリフ大統領は2月13日、首相にオマル・アブディラシド・アリ・シルマルケを指名し、ヌル・ハッサンは首相を退任となった。
ヌル・ハッサンは2009年6月からイタリア駐在ソマリア大使となった。9月からはEUでのソマリア大使も兼ねた。
2012年には、ウクライナで難民申請が認められずに施設に拘留されているソマリ人81人の釈放を訴えた。
2012年6月6日にブリュッセルのアフリカ大使会議で交通事故に合ったが、軽傷だった。
2013年6月、ヌル・ハッサン同席の元、EUとソマリアの新しい協定が結ばれた。
2013年6月20日、ムセ・ハッサン・シェイハ・サイード・アブドゥレが後任の大使となり、ヌル・ハッサンは民間人に戻った。

### その後
2015年にはソマリアの首都モガディシュで政府間開発機構の総会が開かれ、ヌル・ハッサンも講演を行った。
2018年の暮れ、「ファルマージョ大統領がエチオピアやエリトリアと密約を結んだ」との疑惑があり、国会議長のモハメド・ムーサル・シェイク・アブドゥラフマンは国会議員92人から提出された大統領弾劾動議を受理したが、ソマリア下院の副議長らが弾劾動議が違憲だとして議会が対立した。この問題を考えるため、国会議長のもとにヌル・ハッサン、ハッサン・シェイク前大統領らが集まって協議が行われた。しかしこの問題は、12日に国会議長が辞任し、ファルマージョ大統領は弾劾を免れて決着した。

### 死去
2020年4月1日、ヌル・ハッサンは新型コロナウイルスのためロンドンのキングス・カレッジ病院にて死去。